# William C. Bowen
William Corlis(s) Bowen (* 2. Juni 1785 in Providence; † 23. April 1815 ebenda) war ein US-amerikanischer Arzt, Chemiker und Hochschullehrer.

## Leben

### Herkunft, Ausbildung und Privatleben
Er kam als Sohn von William Bowen (1747–1832) und Sarah Ann Corlis (1748–1825) in Providence im nordöstlichen US-Bundesstaat Rhode Island zur Welt und entstammte einer alteingesessenen Arztfamilie.
Bowen immatrikulierte sich zunächst 1799 für ein Medizinstudium am Rhode Island College in seiner Heimatstadt. Als deren Präsident, der Baptistenpastor Jonathan Maxcy (1768–1820), im Jahr 1801 an das Union College in Schenectady (New York) wechselte, folgte ihm Bowen. Dort erlangte er 1803 seinen Bachelor of Arts. Zwischen 1806 und Herbst 1811 begab er sich auf eine ausgedehnte Studien- und Fortbildungsreise nach Europa, um seine medizinische Ausbildung zu vervollständigen. Als erste Station wählte er die University of Edinburgh – damals eine der führenden medizinischen Lehranstalten der englischsprachigen Welt – und belegte in der schottischen Hauptstadt Kurse bei James Hamilton (1767–1839), einem Professor für Medizin und Geburtshilfe. Im Jahr 1807 wurde er mit der Dissertation De Sanguine Mittendo (de.: Über den Aderlass) zum Doktor der Medizin promoviert. Anschließend verbrachte er einige Monate im Königreich Holland und ein Jahr in Paris, ehe er für fast drei Jahre Privatschüler des königlichen Leibarztes Astley Paston Cooper in London war.
Am 25. März 1812 heiratete er Rebecca Olney (1788–1815); das Paar hatte mit dem Sohn William Corlis Bowen Jr. (1813–1853) ein gemeinsames Kind.

### Berufliche Karriere
Nach seinem ersten Universitätsabschluss arbeitete Bowen zwischen 1803 und 1806 als Assistenzarzt in der Praxis seines Onkels in Providence. Als er 1811 aus Europa zurückkehrte, war er kurzzeitig wieder als Arzt tätig und wurde dann noch im selben Jahr zum ersten Professor für Chemie der Brown University (dem ehemaligen Rhode Island College) gewählt. Zwar war er kein studierter Chemiker, doch das Fach gehörte zum Standardlehrplan des Medizinstudiums und die Verantwortlichen der Universität vertraten die Ansicht, dass seine akademischen Auslandserfahrungen ihn hinreichend für diesen Posten qualifizierten. Er lehrte zwei Jahre lang, trat aber bereits 1813 zurück. Zu dieser Zeit erkrankte er an Tuberkulose. In den nächsten zwei Jahren arbeitete Bowen wieder als selbständiger Arzt. Darüber hinaus experimentierte er intensiv mit chemischen Bleichmitteln, die weniger als 30 Jahre zuvor erstmals entwickelt worden waren. Bowen hegte die Hoffnung, in Providence rentable Bleichereien aufbauen zu können.
Er starb am 23. April 1815 im Alter von 29 Jahren. Als Todesursache vermutete man die Tuberkulose beziehungsweise ein Zusammenspiel der Krankheit mit dem Einatmen hochgiftiger Chlorgase im Zuge der Bleichversuche.

## Bewertung
Die Inhalte von Bowens Chemievorlesungen sind nicht überliefert, doch in zahlreichen Nachrufen und postumen Erwähnungen wurden zumindest seine medizinischen Verdienste und insbesondere seine umfassende Bildung hervorgehoben. So schrieb beispielsweise Usher Parsons (1788–1868), der unter anderem als Professor für Anatomie und Chirurgie am Dartmouth College sowie an der Brown University tätig war:
„Mit dem Tod von Dr. William C. Bowen verlor Rhode Island seinen strahlendsten Schmuck (en.: brightest ornament) des medizinischen Berufsstandes. Niemand vor ihm genoss die Vorteile solch hervorragender Ausbilder für eine derart lange Zeit. Und mit seinem Feuereifer hinsichtlich des Strebens nach Fachwissen (en.: ardor in the pursuit of professionel knowlege) sowie mit seinen kritischen und umfassenden Geistesfähigkeiten (en.: powers of mind) war er ungemein imstande, von solchen Vorteilen verbessert zu werden. Seine Milde und Freundlichkeit im Auftreten (en.: suavity and kindness of manner) gewannen ihm die Zuneigung aller, die er fachlich betreute, und niemand war erfolgreicher darin, den Respekt und das Vertrauen der Guten und Weisen (en.: of the good and the wise) zu erlangen.“
In einer Enzyklopädie bedeutender Einwohner Rhode Islands bezeichnete L. E. Rogers ihn 1881 als den „bei Weitem am gründlichsten ausgebildeten Mediziner seiner Zeit in Rhode Island“, und die New England Association of Chemistry Teachers schrieb 1937, Bowen sei „unzweifelhaft ein Mann mit außerordentlichen Fertigkeiten [gewesen] und [habe] eine sehr viel umfangreichere Ausbildung gehabt, als zu jener Zeit in Amerika üblich“.